# Tatyana Omelçenko
Tatyana Omelçenko –en ucraniano, Тетяна Омельченко, Tetiana Omelchenko– (23 de abril de 1994) es una deportista azerbaiyana de origen ucraniano que compite en lucha libre. Ganó cuatro medallas de bronce en el Campeonato Europeo de Lucha, entre los años 2017 y 2020.

## Palmarés internacional
| Campeonato Europeo | Campeonato Europeo | Campeonato Europeo | Campeonato Europeo |
| Año                | Lugar              | Medalla            | Categoría          |
| ------------------ | ------------------ | ------------------ | ------------------ |
| 2017               | Novi Sad (Serbia)  | Medalla de bronce  | 60 kg              |
| 2018               | Kaspisk (Rusia)    | Medalla de bronce  | 59 kg              |
| 2019               | Bucarest (Rumania) | Medalla de bronce  | 62 kg              |
| 2020               | Roma (Italia)      | Medalla de bronce  | 62 kg              |